# 未完成リップスパークル
未完成リップスパークル（みかんせいリップスパークル）は、日本の女性アイドルグループ。アクセルグロー所属（2021年1月31日までアイアンクリエイティブ所属）。レーベルはタイガーサウンドレコーズ。
2015年9月〜11月にかけて行われたアイアンクリエイティヴ『アイドル ユニットオーディション2015』の合格者による新アイドルユニットとして結成。愛称はミリスパ、ファンはミリストと呼ばれる。
2022年年12月15日の『未完成リップスパークル 7thワンマンライブ』をもって、グループ名称を”NoelliL(ノエリル)”と改名した（Noelle, in Loveの意）。
2024年12月15日解散。

## メンバー

### 解散時のメンバー
| 名前                     | 愛称       | 誕生日   | 出身地 | カラー | 加入日         | 備考 |
| ------------------------ | ---------- | -------- | ------ | ------ | -------------- | ---- |
| 胡桃うた くるみ うた     |            | 9月3日   |        | 黄色   | 2023年11月20日 |      |
| 白井こはる しろい こはる |            | 4月30日  |        | ピンク | 2024年4月30日  |      |
| 双葉ことは               | ことちゃん | 11月11日 |        | 緑     | 2022年11月1日  |      |

### 旧メンバー
| 名前                     | 愛称       | 誕生日         | 出身地   | カラー | 活動期間                             | 備考                                  |
| ------------------------ | ---------- | -------------- | -------- | ------ | ------------------------------------ | ------------------------------------- |
| 春名さくら はるな さくら | さくら     | 4月23日        | 新潟県   | 紫     | 2017年5月卒業                        | 2016年6月18日、カラーを白から紫へ変更 |
| 新穂純麗 にいぼ すみれ   | すーちゃん | 10月28日       | 鹿児島県 | 赤     | 2024年1月5日卒業                     |                                       |
| 神楽なの かぐら なの     |            | 7月5日         |          |        | 2023年11月20日加入 2024年2月25日卒業 |                                       |
| 七瀬美優 ななせ みゆう   | みーゆ     | 1995年2月6日   | 三重県   | ピンク | 2024年4月28日卒業                    | リーダー                              |
| 雪梨冴愛 ゆきなし さえ   | さえぴょん | 1996年12月24日 | 神奈川県 | 水色   | 2016年3月加入 2024年4月28日卒業      |                                       |

## 略歴

### 2015年
- 12月15日 ICオーディションスタッフTwitterアカウントにて新グループとしてミリスパ誕生報告。初期メンバーは七瀬、新穂、春名の3名[補足 1]。
- 12月28日 渋谷TAKE OFF 7のまなみのりさワンマンライブにてお披露目ご挨拶。ライブ無し。

### 2016年
- 1月22日 六本木morph-tokyo、ハピコレ‼︎vol.25にてデビューライブ[1]。
- 1月31日 六本木LIVE SPACE 虎寅虎にて初自主イベント。
- 2月13日 六本木LIVE SPACE 虎寅虎にて『七瀬 美優生誕祭 〜ミーユ・オブ・ザ・デッド〜』開催。
- 2月27日 1st・2ndシングル同時リリース。六本木LIVE SPACE 虎寅虎にて『気分はリリイベ』開催。
- 3月3日 ツイキャス配信。
- 3月12日 雪梨冴愛加入発表[4]。
- 3月13日 新宿ReNY、DMM.yell Live 2016 in新宿ReNYにて4人体制スタート。
- 3月27日 六本木LIVE SPACE 虎寅虎にて雪梨冴愛お披露目ライブ 『ここに雪はないよ。』開催。
- 4月30日 六本木LIVE SPACE 虎寅虎にて『春名 さくら生誕祭 〜さくら開花宣言!〜』開催。
- 6月18日 本人の希望により春名さくらの担当カラーが白から紫にアップデート。
- 9月3日 TOKYO FMホールにて、ライブ通算100回目達成。
- 10月22日 六本木LIVE SPACE 虎寅虎にて『★すーちゃん20歳★ 〜今日だけはあなたの1番のお姫様にしてねお♥〜』開催。
- 10月31日 上野音横丁にて『松前吏紗ソロリサイタル記念 2マンライブ』に出演。O.Aの他ミリスパメイツ（松前吏紗のバックダンサー）としても参加。
- 12月24日 六本木LIVE SPACE 虎寅虎にて『雪梨冴愛生誕祭〜メリクリ！さえぴょん10歳じゃないよ！20歳だぴょん！〜』開催。

### 2017年
- 1月22日 六本木morph-tokyoにて『未完成リップスパークル 1st Anniversary ワンマンライブ 〜完成への片道きっぷ〜』開催[5]。
- 2月5日 六本木LIVE SPACE 虎寅虎にて『七瀬美優生誕祭 ミーユ・オブザデッド シーズン2 〜にゃにゃせのにゃにゃにゃ〜』開催。
- 2月12日 高円寺Highにてライブ通算200回目達成。
- 2月26日 1stワンマンライブDVDリリース。六本木LIVE SPACE 虎寅虎にて主催ライブ『みりすぱーりー』開始。
- 5月20日 六本木LIVE SPACE 虎寅虎 主催ライブにて、春名さくら卒業。3人体制へ。
- 7月23日 秋葉原 Twin Box GARAGE にて、ライブ通算300回目達成。
- 10月28日　LIVE SPACE 虎寅虎にて『新穂純麗生誕祭!♡自称あざらしお姫様♡ 〜怪我ドルは卒業！今年は21ぼ(にいぼ)の歳だお！』〜開催。
- 11月12日 六本木morph-tokyoにて『未完成リップスパークル 2nd ワンマンライブ ～だからここをいっぱいにしたいんだ！～』開催。
- 12月24日 LIVE SPACE 虎寅虎にて『雪梨冴愛生誕祭〜卍夜露死苦卍だぴょん〜』開催。
- 12月27日 吉祥寺 ROCK JOINT GB にて、ライブ通算400回目達成。

### 2018年
- 2月4日 新宿レッドノーズにて『七瀬美優生誕祭にゃにゃせのにゃにゃにゃ〜小悪魔にゃんこは大人な子供〜』開催。
- 3月24日 代官山UNITにて『未完成リップスパークル 3rd ワンマンライブ ～ここでSTORYは加速する～』開催。
- 5月24日 新宿レッドノーズにてライブ通算500回目達成。
- 10月20日 渋谷CLUB CRAWL にてライブ通算600回目達成。
- 10月27日 新宿レッドノーズにて『新穂純麗生誕祭あざらし姫捕獲！？合言葉は【あんにん】だお〜』開催。
- 12月24日 新宿レッドノーズにて『雪梨冴愛生誕祭〜22歳になります 年齢確認はしないでね☆〜』開催。

### 2019年
- 1月20日 渋谷WWWXにて『未完成リップスパークル4thワンマンライブ ～Sorry 4 the wait!～』開催[6]。
- 2月1日 秋葉原の『焼肉丼 たどん』4代目イメージガールに七瀬美優が就任[7]。
- 2月3日 新宿ナインスパイスにて『七瀬美優生誕祭 〜24歳、もう少し人間界で頑張ります』開催。
- 3月16日  ライブ通算700回目達成。
- 5月25日 ROAD TO @JAM決勝にて総合2位の成績で@ JAM EXPO 2019への出場権を獲得。
- 8月1日 初のMV『いたずらさまーキュンラプソディ』をYouTubeにて公開[8] 。
- 8月7日 新宿ナインスパイスにてライブ通算800回目達成。
- 8月14日 ベストアルバム『MLS BEST』リリース[9]。
- 10月20日 新宿ナインスパイスにて『新穂純麗生誕祭〜すちゃんのすちゃんによるすちゃんのための日♡君だけのお姫様にして〜』開催。
- 11月17日 代官山UNITにて『未完成リップスパークル 5thワンマンライブ 〜星 GOT IT 道中膝栗毛!!〜』開催[10]
- 12月28日 新宿ナインスパイスにて『雪梨冴愛生誕祭〜23歳なっちゃった！〜』開催。

### 2020年
- 1月2日 『フジさんのヨコ』にて開催されたニューイヤープレミアムパーティー2020内での企画『お正月だよ！新春運試し！ ～じゃんけんの乱～』Bブロックにて優勝、Zepp DiverCityでのライブに出演、ライブ通算900回目達成。
- 1月19日 新宿RUIDO K4にて『未完成リップスパークル 4th ANNIVERSARY LIVE』開催。
- 2月2日 渋谷THE GAMEにて『七瀬美優25th birthday 〜がんばろう25歳〜』開催。
- 6月12日 メンバー3人の作詞による初楽曲『春よ、またね』MVをYouTubeにて公開　[11]
- 7月5日 TIF2020全国選抜LIVEにて予選及び決勝の全審査で優勝TIF2020の出演権を得る。
- 10月4日 TOKYO IDOL FESTIVAL（TIF） 2020 ONLINE に出演。
- 10月25日 TSUTAYA O-Crestにて 『新穂純麗生誕祭 〜可愛いだけじゃない！純粋で麗しい大人になります〜』開催。
- 12月20日 新宿ナインスパイスにてライブ通算1000回目達成。
- 12月27日 TSUTAYA O-Crestにて 『雪梨冴愛生誕祭 〜雪梨しか勝たん！〜』開催。

### 2021年
- 2月1日　1月31日の契約満了により、株式会社アイアンクリエイティブを退社し、アクセルグロー株式会社へ楽曲プロデューサと共に移籍。[12]
- 2月11日　渋谷SPACE ODDにて『七瀬美優birthday live 2021 〜 七瀬美優絶対かわいい宣言 〜』開催。
- 3月7日 『未完成リップスパークル 5th ANNIVERSARY LIVE』開催。
- 4月8日 新メンバーオーディションを開催を決定。募集開始。[13]
- 8月15日 横浜MMブロンテにてプチワンマン『未完成リップスパークル LIVE2021-ぼくたちの選択-』開催。
- 9月26日 新宿ナインスパイスにてライブ通算1100回突破達成。
- 10月24日 バトゥール東京にて『新穂純麗生誕祭 -大人の階段登っても、まだシンデレラでいていいですか？-』開催。
- 12月15日 CLUB CITTA'（クラブチッタ川崎）にて『未完成リップスパークル 6thワンマンライブ　倒せ! らぶりーモンスター ～星のかけらを集めて～』開催。
- 12月20日 渋谷SPACE ODDにて『雪梨冴愛生誕祭 ~いくつになっても甘やかしてね♡~』開催。

### 2022年
- 2月6日 SHIBUYA TAKE OFF 7にて『七瀬美優生誕祭〜 いつまでたってもおとななこども〜』開催。
- 5月22日 新宿ナインスパイスにてライブ通算1200回突破達成。
- 6月12日 GRIT at Shibuyaにて プチワンマン『Petit Concert solo〜ぷてぃ・こんせーる・そっろー〜』開催。
- 12月15日 白金高輪SELENE b2にて『未完成リップスパークル 7thワンマンライブ』開催。この日をもってグループ名称を”NoelliL(ノエリル)”と改名した（Noelle, in Loveの意）。

### 2024年
- 1月18日 七瀬美優、雪梨冴愛が4月28日をもって卒業することを発表[14]。
- 2月25日 神楽なのが卒業[15]。
- 8月28日 12月15日をもってグループを解散することを発表[16]。

## 作品

### シングル
| # | タイトル                                  | 発売日        | 規格品番  |
| - | ----------------------------------------- | ------------- | --------- |
| 1 | ときめきハートダッシュ! / ココカラ        | 2016年2月27日 | TGSR-0020 |
| 2 | コーラフロートキス / 夢の中ワンダーランド | 2016年2月27日 | TGSR-0021 |

### アルバム
| # | タイトル | 発売日        | 規格品番  |
| - | -------- | ------------- | --------- |
| 1 | MLS BEST | 2019年8月14日 | TGSR-0032 |

### 映像作品
| # | タイトル                                                                    | 発売日        | 備考               |
| - | --------------------------------------------------------------------------- | ------------- | ------------------ |
| 1 | 未完成リップスパークル 1st Anniversary ワンマンライブ〜完成への片道きっぷ〜 | 2017年2月26日 | 会場・通信販売 DVD |